# 荷蘭的亞歷山大王子
威廉·亚历山大·弗雷德里克·康斯坦丁·尼库劳斯·米夏埃尔（荷蘭語：Willem Alexander Frederik Constantijn Nikolaas Michiel；1818年8月2日—1848年2月20日），尼德兰王子，奥兰治-拿骚王子。尼德兰国王威廉二世与安娜·巴甫洛夫娜的次子。